# Belogorszk (Amuri terület)
Belogorszk (oroszul: Белогорск) város Oroszország ázsiai részén, az Amuri területen, a Belogorszki járás székhelye. Népessége: 68 249 fő (a 2010. évi népszámláláskor).

## Elhelyezkedése
Blagovescsenszk területi székhelytől 108 km-re északkeletre fekszik, mellyel vasútvonal és országút köti össze. A Zeja–Bureja-síkságon, a Tom (a Zeja mellékfolyója) bal partján helyezkedik el, 50 km-re a folyó amuri torkolatától.
Vasúti csomópont a transzszibériai vasútvonalon. A város mellett vezet az „Amur” nevű R297-es főút (oroszul: ). A város a Tom bal partja mentén húzódik, emeletes hivatali- és lakóépületei régi földszintes faházakkal váltakoznak.

## Története
Alekszandrovszkoje néven az európai országrész Permi kormányzóságából áttelepültek alapították 1860-ban. Bocskarjovo nevű vasútállomása 1913-ban keletkezett. 1926-ban az állomást egyesítették a településsel, amely Alekszandrovka néven város és járási székhely lett. Későbbi nevei: 1931-től Krasznopartyizanszk, 1936-tól Kujbisevka-Vosztocsnaja, végül 1957-től Belogorszk. Mai nevét (jelentése: 'fehér hegy') a folyó túlsó oldalán fehérlő kvarchomok lerakódás miatt kapta.
A szovjet időszakban legfontosabb termelővállalata az "Amurszelmas" gépipari gyár volt, mely az 1990-es évek válságát nem élte túl. Berendezéseit széthordták, egykori sportstadionját a város felújította és 2011-ben nyitotta meg.
Napjainkban a gazdasági élet meghatározó tényezője továbbra is a vasút és az élelmiszeripar.